# Simethis
Simethis, monotipski biljni rod iz porodice čepljezovki. Jedina vrsta je S. mattiazzii iz Europe i Sjeverne Afrike.
Rod je opisan 1843.

## Sinonimi
- Anthericum bicolor Desf.
- Anthericum ericetorum Bergeret
- Anthericum mattiazzii Vand.
- Anthericum planifolium L.
- Phalangium holosericeum Pourr. ex Willk. & Lange
- Phalangium planifolium (L.) Pers.
- Bulbine planifolia (L.) Spreng.
- Morgagnia bicolor (Desf.) Bubani
- Pogonella planifolium Salisb.
- Pubilaria bicolor (Desf.) Raf.
- Pubilaria mattiazzii (Vand.) Samp.
- Pubilaria planifolia (L.) Samp.
- Sieboldia bicolor (Desf.) Heynh.
- Simethis bicolor (Desf.) Kunth
- Simethis planifolia (L.) Gren. & Godr.
- Hemierium planifolium (L.) Raf.